# روبرت بالمر بيزلي
روبرت بالمر بيزلي (بالإنجليزية: Robert Palmer Beasley)‏ ـ (29 أبريل 1936 ـ 25 أغسطس 2012) هو طبيب ومعلم صحة عمومية وعالم وبائيات أمريكي.

## مولده وتعليمه
وُلِد بيزلي في جِلنديل بولاية كاليفورنيا الأمريكية في 29 أبريل 1936، وحصل على بكالوريوس الفلسفة من كلية دارتموث 1958، وعلى الدكتوراه في الطب من جامعة هارفرد سنة 1963. وبعد ذلك حصل على درجة الماجستير في الطـب الوقائي من جامعة واشنطن في سياتل، وعلى الزمالة الأمريكية في الطب الباطني، والزمالة الأمريكية في الطب الوقائي.

## أبحاثه
من أبرز أبحاث بيزلي بحثه المكثف في الالتهاب الكبدي ب في تايوان، الذي أظهر أن فيروس الالتهاب الكبدي ب سبب رئيس من أسباب سرطان الكبد، وأن الالتهاب الكبدي ب ينتقل من الأم إلى الطفل أثناء الولادة، كما أثبت أن هذا الوقاية من انتقال عدوى الأم إلى المولد ممكنة بالتطعيم عند الولادة. وكان من نتائج هذا البحث أن وضع مجلس الصحة العالمي لقاح الالتهاب الكبدي الفيروسي ب ضمن القائمة العالمية للقاحات الطفولة سنة 1992، ليكون سابع لقاح في هذه القائمة. وقد وضع بيزلي لاحقًا سياسات التمنيع الخاصة بمنظمة الصحة العالمية.
شغل بيزلي منصب عميد مركز علوم الصحة بجامعة تكساس في مدرسة الصحة العمومية في هيوستن بين عامي 1987 و2004، فأسس مركزًا للأمراض المعدية، وشارك في وضع العديد من البرامج الوقائية العالمية، وخاصة في زامبيا والهند.
سافر بيزلي إلى الصين وتايوان في سنة 2003 للمشاركة في الأبحاث حول وباء سارس الذي انتشر آنذاك.

## التكريم والجوائز
- جائزة الملك فيصل العالمية في مجال الطب سنة 1405 هـ (1985 م).[3]
- جائزة تشارلز س موت (بالإنجليزية: Charles S. Mott Prize)‏ في الطب سنة 1987.[9]
- جائزة الأمير ماهيدول في الطب من تايلند سنة 1999.[10][11]
- قلادة تايوان الوطنية للطب من الرتبة الأولى سنة 2000.[12]
- جائزة العالم المتميز من مؤسسة التهاب الكبد الوبائي ب سنة 2010.[3][13][14]
- جائزة ماكسويل فنلاند من المؤسسة الوطنية للأمراض المعدية.[12]

## وفاته
تُوفِّي بيزلي في منزله في هيوستن بولاية تكساس، يوم 25 أغسطس 2012، بعد صراع طويل مع سرطان البنكرياس.